# 심우승
심우승(沈友勝, 1551년 ~ 1602년)은 조선 중기의 문신이자 공신이다. 자(字)는 사진(士進), 호는 만사(晩沙), 봉군호는 청계부원군(靑溪府院君), 본관은 청송이다. 고봉 기대승(高峯 奇大升)의 문하생이다. 경기도관찰사로 재직 중 순직했다.

## 가계
- 기묘명현 심달원의 손자이고, 경기도 관찰사 증 의정부영의정 청파부원군 심전의 아들이다. 심우선, 심우준의 동생이고, 심우단의 형이다. 조선개국공신 청성백 심덕부(靑城伯 沈德符)의 7대손이다.
- 이조판서, 판의금부사, 청송군(靑松君) 심액(증이조참판 심우준의 아들)의 양부이다. 또한, 허균의 처 외삼촌이다.
- 남인 산림(南人 山林), 세자시강원 진선, 공조참의, 증이조참판, 청안군(靑安君) 심광수와 종친부 전부, 증이조참판 심광사의 양조부이다.
- 명종의 왕비 인순왕후의 친정 6촌 동생으로, 서인(西人)의 종주 심의겸(沈義謙)은 그의 6촌 형이었다.
- 인조의 셋째 아들 인평대군 이요의 처외할아버지가 된다.

## 생애
고봉 기대승의 문하에서 수학하였다. 심의겸 등 그의 가까운 친척은 서인이 되었으나, 그는 퇴계 이황의 문인 고봉 기대승의 문하에서 수학하여 동인의 당원이 되고, 그의 후손들은 남인 당원이 되었다. 1572년 스승 기대승이 죽자 그는 기대승의 만사를 직접 짓기도 했다. 그러나 그는 어떤 이유에서였는지 스승 기대승에 대해 그는 도학의 종통 전수받지 못했지만, 말씀을 생각하니 감회만 깊네(學道傳心未 思言感懷多)라고 폄하하였다.
누이의 손자 이민구에 의하면, 가문의 명망이 있었지만 그는 유교의 예법을 철저히 지켰다 한다. 1573년(선조 6년)에 사마시에 합격하여 진사가 되고 1580년(선조 13년) 별시 문과에 급제하여, 1592년 임진왜란이 일어나자, 호조정랑으로, 피난길에 오른 선조를 호종하였다. 이 공로로 봉렬대부로 승진했다. 그 해에, 사간원 헌납을 역임했다. 1588년 예조의 서리에게 태형을 가했다가 일이 잘못되어 사간원의 탄핵을 받고 파직되었다. 그뒤 성균관 직강으로, 명나라에 원군을 요청하는 진주사(陳奏使) 정곤수의 서장관으로 북경에 다녀온 후, 사헌부 지평이 되고, 1593년 이여송이 이끄는 명나라의 원군이 평양성에서 왜군을 크게 무찌르고 평양성을 수복하자, 선조는 명나라에 구원 요청을 한 정곤수와 심우승의 공이라고 여겨, 심우승을 당상관으로 승진시키고, 통정대부에 임명된 뒤 절충장군 첨지중추부사에 제수하였다. 곧 이어, 호조참의를 거쳐, 승정원 동부승지, 우부승지를 지내고, 1595년 승문원 부제조를 거쳐, 1596년 호조참의(戶曹參議)가 되어 조정의 재정이 어려워져 곳간이 비게 되었는데, 그가 부임하고 곳간을 채우게 되자 서애 유성룡은 그에게 곳간의 업무를 맡기고 그를 중용했다. 1597년 호조참판이 되었다.
그 당시, 한양에 주둔한 명나라 병사들의 행패가 심하였지만, 아무도 말 한마디 못하는 실정이었는데, 마침 명나라의 경리 양호가 심우승에게 명나라 병사들의 행패를 물어보니, 심우승이 그 실정을 사실대로 수백자를 써서 양 경리에게 보여주니, 양 경리는 심우승을 추켜세웠으나, 선조는 심우승을 파면시킨다. 양 경리가 선조에게 심우승을 다시 복직시키라고 요청하자, 그는 명나라 장병들의 폐해와 패악질을 양호 경리에게 그대로 전달하되 그의 심기를 거스르지 않아 높이 평가되었다.
양호가 그의 복직을 권고하여 선조는 그를 복직시켰다. 1598년 한성부 우윤에 임명되었다. 한성부 우윤으로 재직 중 비변사 유사당상을 겸임하였다. 1601년 강원도 관찰사, 동지중추부사를 거쳐, 경기도 관찰사가 되었다. 그가 경기감사로 있을 때, 생각하기에 큰 고을도 있고 작은 고을도 있는데, 부역(賦役)은 편중되어서 지방관들이 매번 자기들 마음대로 세금을 징수, 조달하여, 중간에 아전들과 지역 유지, 토호들이 빼먹고 그 편의를 독점하는 것을 봤다. 그는 이런 세금 조달로 작은 고을들이 피해를 입는다고 여겨, 경기도의 전답 전체를 파악하고, 전, 답을 측량하여 결수(結數)로 나눈 다음, 길이와 넓이의 많고 적음을 비교하여 세금, 부역 할당을 균등하게 할 것을 상소하여 실현시키니 백성들이 기뻐하였다. 이 일이 알려지자, 드디어 이 방법을 따라 관례로 삼게 됐는데, 갑자기 직무중 사망했다.

## 사후
- 묘소는 경기도 광주군 퇴촌면 도수리 산70번지(현, 경기도 광주시)에 있다. 한때 그를 시중들던 누이의 손자 동주 이민구가 그의 신도비문을 짓고 썼다.
- 그는 지봉 이수광(李睟光)과 가깝게 지냈는데, 이수광이 그의 사후 만사를 지어 헌정했다.
- 1604년 호성공신 2등에 책록되고, 청계부원군(靑溪府院君)으로 추봉되고, 증 영의정에 추증되었다.

## 가족 관계
- 심달원 (승문원 판교, 증이조판서)
  - 심전 (沈銓, 경기도 관찰사, 증영의정, 청파부원군(靑坡府院君))
  - 부인 : 증 정경부인 전의 이씨 - 이한(李翰)의 딸
    - 심우선 (장수현감)
    - 부인 : 파평 윤씨
      - 심양 (사헌부 감찰)
        - 심광한 (증이조참판)
          - 심상 (심광사의 아들, 사간원 정언, 증이조판서)
            - 심득량 (순흥부사, 증좌찬성)
              - 심각 (예조판서, 판의금부사, 판중추부사, 기로소)
                - 심창석
                  - 심유
                    - 심동량
                      - 딸 : 청송 심씨
                      - 남편 : 정대무(丁大懋, 1824년 5월 18일 ~ ?) - 정학유의 아들, 심오의 외손자, 참봉, 현감, 자는 자원(子園)

                  - 심오 (심경석에 입양됨)

                - 심경석 (용궁현감)
                  - 심오 (심창석의 아들)
                    - 딸 : 청송 심씨
                    - 남편 : 압해 정씨 조선후기 대실학자 다산 정약용의 차남 운포 정학유
                      - 정학유의 아들 : 정대무(丁大懋, 1824년 5월 18일 ~ ?) - 심오의 외손자, 참봉, 현감, 자는 자원(子園)

    - 심우준 (진사, 증이조참판)
    - 부인 : 증 정부인 죽산 박씨
    - 부인 : 증 정부인 은진 송씨
      - 심액 (심우승에 입양됨, 이조판서, 판의금부사, 청송군, 기로소)
      - 심서 (평시서령, 증이조판서)
        - 심광면 (증영의정)
        - 부인 : 증 정경부인 해남 윤씨 - 남인 산림 예조참의 고산 윤선도의 딸
          - 심단 (이조판서, 판의금부사, 판중추부사, 기로소, 봉조하)
          - 부인 : 정경부인 광주 이씨
            - 심득천 (승문원 권지정자)
            - 심득경 (고산 윤선도의 증손 문인화가 공재 윤두서의 작품인 심득경 초상화의 모델, 진사)
            - 심득행 (용인현령)
            - 심득성 (생원, 증이조참의)
              - 심치 (증이조참판)
                - 심영석 (병조참판)
                  - 심문 (제릉참봉, 증이조판서)
                  - 부인 : 증 정부인 풍산 홍씨 - 병조판서 홍명주(洪命周)의 딸
                    - 심동신 (병조참판, 지춘추관사, 대사헌)
                    - 심동헌 (승지)

    - 심우승 (沈友勝, 호조참판, 경기도 관찰사, 호성공신 2등, 증영의정, 청계부원군(靑溪府院君))
    - 부인 : 증 정경부인 순흥 안씨(順興 安氏)
      - 심액 (沈詻, 심우준의 아들, 이조판서, 판의금부사, 청송군(靑松君), 기로소)
      - 부인 : 정경부인 안동 권씨(安東 權氏) - 병조판서 권징(權徵)의 딸
        - 심광수 (沈光洙, 남인 산림(南人 山林), 세자시강원 진선, 공조참의, 증이조참판, 청안군(靑安君))
        - 부인 : 증 정부인 안동 권씨(安東 權氏)
          - 심백 (심광사(沈光泗)의 아들, 병조좌랑)

        - 심광사 (沈光泗, 종친부 전부, 증이조참판, 다섯 아들이 모두 문과에 급제)
        - 부인 : 증 정부인 전의 이씨 - 병조참판 이명준(李命俊)의 딸
          - 딸 : 청송 심씨(靑松 沈氏)
          - 남편 : 해남 윤씨(海南 尹氏) 고산 윤선도(尹善道)의 손자 종친부 전부 윤이석(尹爾錫)
            - 윤이석의 아들 : 윤두서(尹斗緖) - 심광사(沈光泗)의 외손자, 공재(恭齋)라 불리며, 겸재(謙齋) 정선(鄭歚), 현재(玄齋) 심사정(沈師正)과 함께 조선의 삼재(三齋)

          - 심백 (심광수에 입양됨, 병조좌랑)
          - 심상 (심광한에 입양됨, 사간원 정언, 증이조판서)
          - 심벌 (황해도 관찰사)
          - 심방 (진주목사)
          - 심탱 (승지)

        - 심액의 딸 : 청송 심씨
        - 심액의 사위 : 오단 - 관찰사
          - 오단의 딸 : 복천부부인 동복 오씨
          - 오단의 사위 : 인평대군 - 인조의 셋째 왕자
            - 인평대군의 장남 : 복녕군
            - 인평대군의 차남 : 복창군
            - 인평대군의 3남 : 복선군
            - 인평대군의 4남 : 복평군

      - 심보 (沈譜, 무과 박천군수)
        - 심광숙 (沈光淑, 무과 만호)
          - 심륜 (沈棆, 첨지중추부사)
            - 심득망 (沈得望, 무과 첨절제사)

    - 심우단 (사헌부 감찰)
    - 부인 : 수원 최씨
      - 심선 (단천부사)

## 참조
1. ↑  《선조실록》25년(1592) 6월 29일 10번째 기사
2. ↑  선조실록 22권, 선조 21년 7월 23일 2번째기사
3. ↑  《선조실록》25년(1592) 12월 8일 2번째 기사
4. ↑  《선조실록》26년(1593) 1월 11일 4번째 기사
5. ↑  선조수정실록 27권, 선조 26년 1월 1일 11번째기사
6. ↑  《선조실록》26년(1593) 1월 26일 3번째 기사
7. ↑  《선조실록》28년(1595) 7월 20일 4번째 기사
8. ↑  《선조실록》30년(1597) 7월 29일 1번째 기사
9. ↑  《선조실록》30년(1597) 9월 30일 1번째 기사
10. ↑  《선조실록》30년(1597) 10월 2일 2번째 기사
11. ↑  《선조실록》31년(1598) 1월 27일 4번째 기사
12. ↑  《선조실록》34년(1601) 7월 5일 4번째 기사
13. ↑  《선조실록》34년(1601) 10월 5일 2번째 기사

## 같이 보기
| - 인순왕후 - 심의겸 - 심충겸 - 심달원 - 심전 - 심액 - 심광수 - 심단 - 심각 - 심동신 | - 호성공신 - 임진왜란 - 정유재란 - 양호 - 심희수 - 허균 - 윤선도 - 윤두서 - 정약용 - 정학유 |